# Triangular Series in Bangladesch in der Saison 2008/09
Die Triangular Series in Bangladesch der Saison 2008/09 war ein Drei-Nationen-Turnier das vom 10. bis zum 16. Januar 2009 in Bangladesch im One-Day Cricket ausgetragen wurde. Bei dem zur internationalen Cricket-Saison 2008/09 gehörenden Turnier nahmen neben dem Gastgeber die Mannschaften aus Simbabwe und Sri Lanka teil. Im Finale konnte sich Sri Lanka mit zwei Wickets gegen Bangladesch durchsetzen.

## Vorgeschichte
Bangladesch und Sri Lanka bestritten zuvor eine Tour in Bangladesch gegeneinander, Simbabwe eine Tour gegen Sri Lanka.

## Format
In einer Vorrunde spielte jede Mannschaft gegen jede einmal. Für einen Sieg gab es vier, für ein Unentschieden oder No Result 2 Punkte. Des Weiteren wurden Bonuspunkte vergeben. Die beiden Gruppenersten qualifizierten sich für das Finale und spielten dort um den Turniersieg.

## Stadion
Das folgende Stadion wurde für das Turnier als Austragungsort vorgesehen und am 7. April 2008 bekanntgegeben.
| Stadion                                | Stadt | Kapazität | Spiele            |
| -------------------------------------- | ----- | --------- | ----------------- |
| Sher-e-Bangla National Cricket Stadium | Dhaka | 26.000    | Vorrunde & Finale |

## Kaderlisten
Sri Lanka benannte seinen Kader am 4. Dezember 2008.
Bangladesch benannte seinen Kader am 7. Januar 2009.
| ODI | ODI | ODI |
| Bangladesch | Simbabwe | Sri Lanka |
| --- | --- | --- |
| - Mohammad Ashraful (K) - Enamul Haque - Junaid Siddique - Mahadmadullah - Mahbubul Alam - Mashrafe Mortaza - Mehrab Hossain - Mushfiqur Rahim (wk) - Naeem Islam - Nazmul Hossain - Rubel Hossain - Shakib Al Hasan - Tamim Iqbal | - Prosper Utseya (K) - Elton Chigumbura - Graeme Cremer - Keith Dabengwa - Hamilton Masakadza - Stuart Matsikenyeri - Chris Mpofu - Tawanda Mupariwa - Forster Mutizwa - Ray Price - Ed Rainsford - Vusi Sibanda - Tatenda Taibu (wk) - Malcolm Waller - Sean Williams | - Mahela Jayawardene (K) - Dilhara Fernando - Sanath Jayasuriya - Thilina Kandamby - Chamara Kapugedera - Nuwan Kulasekara - Farveez Maharoof - Angelo Mathews - Ajantha Medis - Jehan Mubarak - Muttiah Muralitharan - Dammika Prasad - Kumar Sangakkara (wk) - Upul Tharanga - Thilan Thushara |

## Spiele

### Vorrunde
Tabelle
| Teams       | Sp. | S | N | U | R | NR | BP | Punkte | NRR    |
| ----------- | --- | - | - | - | - | -- | -- | ------ | ------ |
| Sri Lanka   | 2   | 1 | 1 | 0 | 0 | 0  | 1  | 5      | +1.279 |
| Bangladesch | 2   | 1 | 1 | 0 | 0 | 0  | 1  | 5      | −0.039 |
| Simbabwe    | 2   | 1 | 1 | 0 | 0 | 0  | 0  | 4      | −0.920 |

Sieg: 4 Punkte; Remis: 2 Punkte
Spiele
| 10. Januar Scorecard | Dhaka | Simbabwe 205-9 (50)          | – | Bangladesch 167 (46.2) |
|                      |       | Simbabwe gewinnt mit 38 Runs |   |                        |

| 12. Januar Scorecard | Dhaka | Sri Lanka 210-6 (50)           | – | Simbabwe 80 (28.2) |
|                      |       | Sri Lanka gewinnt mit 130 Runs |   |                    |

| 14. Januar Scorecard | Dhaka | Sri Lanka 147 (30.1/31)           | – | Bangladesch 151-5 (23.5/31) |
|                      |       | Bangladesch gewinnt mit 5 Wickets |   |                             |

### Finale
| 16. Januar Scorecard | Dhaka | Bangladesch 152 (49.5)          | – | Sri Lanka 153-8 (48.1) |
|                      |       | Sri Lanka gewinnt mit 2 Wickets |   |                        |